# Viggo Jarl
Viggo Hieronimus Jarl (f. Jørgensen 28. november 1879 i København - 23. marts 1965 i Cannes) var en dansk billedhugger og bror til maleren Axel Jarl og ingeniør C.F. Jarl (de hed alle oprindeligt Jørgensen, men skiftede efternavn i 1901). Han bosatte sig i Frankrig og havde flere store opgaver i hjemlandet. 
Viggo Jarl var elev af Kristian Zahrtmann, Anders Bundgaard og Stephan Sinding. Han studerede senere ved bl.a. Academie de France og École des Beaux Arts og Academie de la Grande Chaumière, Paris.
Han modtog Eckersberg Medaillen i 1904 for De knækkede vinger. Viggo udførte omkring 120 værker.
Han købte i 1929 den tremastede skonnert Atlantide, som blev udstyret med moderne dieselmotor og elektricitet og brugt som lystfartøj. Umiddelbart efter 2. verdenskrig stillede Jarl i 1945 skibet til rådighed for en marinbiologisk ekspedition langs Vestafrikas kyst. På Atlantide-ekspeditionen deltog de danske videnskabsfolk Anton Frederik Bruun, Torben Wolff og Jørgen Knudsen, samt den britiske zoolog Francis C. Fraser. Jarl ejede skibet til 1952, hvor det blev solgt til Frankrig. Skibet sejler nu under navnet Shenandoah.
Viggo Jarl havde flere ejendomme i verden, bl.a ”Strandhave” i Tibberup, og to villaer ved Cannes. De fleste af Viggos betydelige værdier blev solgt ved hans død, og pengene blev brugt til at bygge et kollegium i Virum i 1973.

## Udvalg af værker
- De knækkede vinger (1904, Humlebæk Kirkegård)
- C.F. Tietgen (1908, Kongens Have, Odense)

Ved Marmorkirken i København
- Thomas Kingo (1910)
- Peder Palladius (1919)
- Knud den Hellige (1929)
- Hans Tausen (1929)
- Jesper Brochmann (1933)